# Johann Georg Hasenöhrl
Johann Georg Hasenöhrl, ab 1764 von Lagusius (auch Georg Hasenöhrl von Lagusius; * 1. Mai 1729 in Wien; † 20. Dezember 1796 ebenda), war ein österreichischer Mediziner und Leibarzt von Kaiser Franz II.

## Leben
Hansenöhrl absolvierte in Wien die gymnasiale und universitäre Bildung. Sein Studium der Medizin absolvierte er unter anderem unter Gerard van Swieten und Anton de Haen. 1756 wurde er an der Universität Wien mit der Dissertation Dissertatio de aborte ejusque observatione zum Doktor der Medizin promoviert. Anschließend wurde er dirigierender Arzt des Spanischen Spitals in Wien.
Hansenöhrl folgte einem Ruf als Leibarzt des späteren Kaisers Leopold II. nach Florenz. Dieser war zu dieser Zeit Großherzog der Toskana und übertrug seinem Leibarzt zusätzlich das Amt eines Protomedicus des Großherzogtums Toskana. Er blieb bis zum Tod des Kaisers dessen Leibarzt. Auf Antrag seines Lehrers Gerard van Swieten wurde er 1762 für seine Verdienste mit dem für die italienische Bevölkerung gefälligeren Prädikat von Lagusius nobilitiert. Er verwendete anschließend fast ausschließlich das neue Prädikat.
Hansenöhrl wurde 1792 Leibarzt von Kaiser Franz II. Dieses Amt hatte er bis zu seinem Tod inne. Er genoss den Ruf eines in theoretischer wie praktischer Hinsicht hervorragenden Arztes.
Hasenöhrl wurde am 15. Dezember 1773 mit der Matrikelnummer 789 und dem Beinamen Alexander Trallianus in die Leopoldina aufgenommen.

## Werke (Auswahl)
- Dissertatio de aborte ejusque observatione, Wien 1756.
- Historia medica morbi epidemici sive febris petechialis quae ab anno 1757 fere finiente usque ad annum 1759, Trattner, Wien 1760.
- Historia medica trium morborum qui anno 1760 frquentissime in noscomio mihi occurrebant, Trattner, Wien 1761.